# Stuart Williams
Stuart Williams (Wrexham, 9 de julio de 1930 - Southampton, 5 de noviembre de 2013) fue un entrenador y jugador de fútbol profesional galés que jugaba en la demarcación de defensa.

## Biografía
Stuart Williams debutó como futbolista profesional en 1949 a los 19 años de edad con el Wrexham FC tras subir de las categorías inferiores. Tras permanecer una temporada en el club fue traspasado al West Bromwich Albion FC, club en el que permaneció el mayor tiempo de su carrera futbolística. Jugó un total de 226 partidos y llegó a ganar la FA Cup y la Community Shield en 1954. Tras doce años en el equipo fue fichado por el Southampton FC, donde jugó las cuatro temporadas siguientes. Finalmente en 1966 se retiró como futbolista.
Cuatro años tras su retiro, el Paykan FC iraní le fichó como entrenador del club durante una temporada. Tras finalizar su contrato el Southampton FC le fichó como técnico asistente durante los dos años siguientes. Finalmente en 1974 el Viking Stavanger FK le contrató para entrenar al club hasta final de temporada, llegando a ganar la Tippeligaen.
Stuart Williams falleció el 5 de noviembre de 2013 en Southampton a los 83 años de edad.

## Selección nacional
Stuart Williams fue convocado un total de 43 veces por la selección de fútbol de Gales, haciendo su debut el 9 de mayo de 1954 en un partido amistoso contra Austria. Además jugó la Copa Mundial de Fútbol de 1958, llegando hasta cuartos de final, momento en el que la selección de Gales jugó contra Brasil, selección que ganó por 1-0.

## Clubes

### Como futbolista
| Club                    | País       | Año         | Partidos | Goles |
| ----------------------- | ---------- | ----------- | -------- | ----- |
| Wrexham FC              | Gales      | 1949 - 1950 | 5        | 0     |
| West Bromwich Albion FC | Inglaterra | 1950 - 1962 | 226      | 6     |
| Southampton FC          | Inglaterra | 1962 - 1966 | 150      | 3     |

### Como entrenador
| Club                       | País       | Año         |
| -------------------------- | ---------- | ----------- |
| Paykan FC                  | Irán       | 1970        |
| Southampton FC (asistente) | Inglaterra | 1971 - 1973 |
| Viking Stavanger FK        | Noruega    | 1974        |

## Palmarés

### Como futbolista
West Bromwich Albion FC
- FA Cup: 1954
- Community Shield: 1954

### Como entrenador
Viking Stavanger FK
- Tippeligaen: 1974